# Campoplex porrectus
Campoplex porrectus là một loài tò vò trong họ Ichneumonidae.